# أسعد عبد الرزاق
أسعد عبد الرزاق (15 أيار 1923 - 9 تشرين الثاني 2013) ممثل ومخرج مسرحي عراقي. ولد في بغداد.

## الدراسة
تخرج من كلية الحقوق في جامعة بغداد. ثم تخرج من قسم المسرح في معهد الفنون الجميلة - بغداد 1957.
التحق بمعهد (شاتروف) للتمثيل في إيطاليا وتخرج منه عام 1961.

## اسهامات أسعد عبد الرزاق فيالمسرح العراقي
- أشهر مسرحياته إخراجا الدبخانة.
- شكل مع المؤلف الراحل علي حسن البياتي ثنائيا فنيا وقدما مسرحيات شعبية معروفة (الديخانة، ايدك بالدهن، جزه وخروف).
- اختاره حقي الشبلي في دور (عماد) عند تأدية مسرحية الصحراء ل يوسف وهبي.

## اسهامات أسعد عبد الرزاق فيالسينما العراقية
- شارك في الفيلم السينمائي الجابي عام 1968، قصة ،سيناريو وحوار جعفر علي:

صور الفيلم الواقعية العراقية ابان فترة الستينيات من القرن المنصرم فيتحدث بشكل واقعي عن حياة الناس وهمومهم اليومية داخل حافلة نقل الركاب (طول الفيلم).
أسس فرقة (14 تموز) للتمثيل مع وجيه عبد الغني، وفاضل الخفاجي و قاسم الملاك، بهنام ميخائيل ومحمد علي هادي السعيد  (( ومسرحية)).

## المناصب والوظائف
- تدريس التمثيل في أكاديمية الفنون الجميلة ببغداد منذ 1961 ولغاية 2013
- تفرغ في السنوات الأخيرة لتدريس مادة المسرح العربي
- تسلم عمادة معهد الفنون الجميلة 1961 - 1972
- استاذا مساعد أكاديمية الفنون الجميلة 1967- 1970
- عميد مساعداً أكاديمية الفنون الجميلة 1970- 1972
- عميد أكاديمية الفنون الجميلة جامعة بغداد 1972 - 1988